# Apocalypse in the Tropics
Apocalypse in the Tropics (Brasilianisches Portugiesisch: Apocalipse nos Trópicos) ist ein Dokumentarfilm der brasilianischen Dokumentarfilmerin Petra Costa aus dem Jahr 2024. Der Film befasst sich mit dem Einfluss protestantisch-evangelikalischer Prediger auf die Politik Brasiliens.

## Inhalt
Nach einem Vorspann, der einen Ausschnitt des Gartens der Lüste von Hieronymus Bosch zeigt, beginnt der Dokumentarfilm mit alten Schwarzweißfilmaufnahmen von der Errichtung Brasilias durch Oscar Niemeyer zur Darstellung der modernen demokratischen Ideale. Der Film befasst sich dann mit der Rolle des protestantischen Evangelikalismus in der Politik des heutigen Brasiliens. Beschrieben wird dessen Rolle beim Aufstieg und während der Präsidentschaft Jair Bolsonaros. Die Dokumentation begleitet dabei den populären Fernsehprediger der Pfingstbewegung Silas Malafaia, der Bolsonaros Ehe gesegnet hatte und ihn politisch unterstützte. Gezeigt wird, dass nachdem Henry Kissinger die katholische Befreiungstheologie als Bedrohung US-amerikanischer Interessen ansah, tausende Missionare mit Unterstützung des antikommunistischen Predigers Billy Graham den Anteil evangelikanischer Christen innerhalb von dreißig Jahren von 5 Prozent auf über 30 Prozent der Brasilianer steigerten. Dieser Evangelikalismus wird als vor allem durch die apokalyptische Offenbarung des Johannes und weniger der Friedensbotschaft der Evangelien geprägt porträtiert. Dies wird durch das Zeigen von Gemälden Von Hieronymus Bosch und Pieter Brueghel unterstrichen. Die Dokumentation ist in mehrere Kapitel (“The Kingmaker,” “Dominion,” “Genesis”) eingeteilt. Als dramatisches Finale dient der Aufruhr der Anhänger Bolsanaros, nach dem Vorbild des Aufruhrs der Trumpanhänger am 6. Januar 2021, nach der Präsidentschaftswahl in Brasilien 2022.

## Produktion und Veröffentlichung
Als Petra Costa für ihren Oscar-nominierten Film Am Rande der Demokratie während des Amtsenthebungsverfahrens gegen Präsidentin Dilma Rousseff im Kongressgebäude Brasiliens filmte traf sie auf Politiker, die nicht das Verfahren diskutierten, sondern beteten, Stühle segneten oder in Zungen redeten. Dies war für die unreligiös aufgewachsene Costa eine Offenbarung. Apocalypse in the Tropics baut auf diesem Film auf und führt ihn weiter über vier Jahre und die COVID-19-Pandemie.
Apocalypse in the Tropics feierte bei den 81. Internationalen Filmfestspielen von Venedig außerhalb des Wettbewerbs Premiere. Die Dokumentation war folgend auf anderen Filmfestivals wie dem Telluride Film Festival, dem New York Film Festival und dem International Documentary Film Festival Amsterdam zu sehen. Ab dem 14. Juli 2025 wurde der Film bei Netflix gezeigt. Vor dem Streaming wurde der Film ab dem 11. Juli in Kinos gezeigt, damit Apocalypse in the Tropics für Filmpreisverleihungen wie der Oscarverleihung 2026 kandidieren kann.

## Rezeption
Laut Rotten Tomatoes wurde der Film von der Kritik überwiegend positiv aufgenommen und erreichte ein Tomatoemeter-Wert von 91 Prozent.
Apocalypse in the Tropic wird als Fortsetzung von Costas früheren Werk Am Rande der Demokratie gesehen. Während aber Costa in dem früheren Film ihre persönliche Familiengeschichte einfließen lasse, verfolge die Fortsetzung laut Monica Castillo eine weniger persönliche Perspektive. Während Am Rande der Demokratie sich wie ein Thriller anfühle, gleiche Apocalypse in the Tropic dabei eher einem Horrorfilm. Das Zurücknehmen der persönlichen Elemente erlaube es der Regisseurin dabei eine breitere Perspektive zu zeigen.
In Matthew Carey in Deadline stellte Apocalypse in the Tropic die Kernfrage, wo eine Demokratie ende und eine Theokratie beginne. Der Dokumentarfilm zeige die Bedrohung für die Teilung Von Staaten und Kirche, einer Idee, die zentral für Brasiliens Demokratie und amerikanische Tradition sei, durch Christlichen Nationalismus. In diesem rüste sich ein rächender Jesus aus der Offenbarung zur Schlacht gegen seine Gegner, willig Blut zu verschütten. Die weltliche Regierung mag dabei verdammt sein. Dies sei nicht beschränkt auf das im Film gezeigt we Brasilien, US-amerikanische Politiker wie Mike Johnson, Marjorie Taylor Greene und Pete Hegseth hätten ebenfalls Verbindungen zum Christlichen Nationalismus, der Supreme Court mit seiner konservativen Supermehrheit lasse regelmäßig Religion in Politik einfließen. Auch für G. Allen Johnson vom San Francisco Chronicle zeigt der Film Parallelen zwischen Bolsonaros Brasilien und den Vereinigten Staaten unter Donald Trump. Es sei aber weniger ein Film über aktuelle Ereignisse, als über die Rückkehr zu alten Idealen. Für Jordan Minzer im Hollywood Reporter waren diese Parallelen äußerst beunruhigend, aber Costa beschränke sich nicht nur auf unausgesprochene Vergleiche, sondern gehe auch auf die Geschichte des apokalyptischen Evangelikalismus ein. Sie werfe damit Licht auf ein weltweites Phänomen.
Valdinei Ferreira in Christianity Today sah Costas Distanz zum Christentum und insbesondere die Uneingeweihtheit in brasilianischen Evangelikanismus zugleich als Stärke wie auch als Schwäche des Films. Auf der einen Seite ermögliche dies Petra Codta ehrliche und auch prekäre Fragen zu stellen. Ihr Vorgehen sei dabei Von Neugier und nicht von Zynismus geleitet, was dem Film einen poetischen, fast winder den Ton gebe. Andererseits führe sie ihre Unerfahrenheit dazu sich auf die am einfachsten zu erklärenden Stimmen, die am lautesten and am besten in den Medien vertreten sind. Ihre Konzentration auf Figuren wie Malafaia lasse sie die theologische Vielfalt des Evangelikalismus und leisere und begründetere Strömungen verpassen. Dies trage zu einer Übersimplifizierung bei.
Alissa Wilkinson bemerkte in der New York Times, dass Petra Costa sich in dem Film nicht auf das politische Duell zwischen Bolsonaro und Lula da Silva konzentriere, sondern wie der medienwirksame Prediger Silas Malafaia sich im Schatten der Macht bewege. Sie hebe dabei hervor, wie die Kombination von Kapitalismus und einer bestimmten Strömung von Apokalypsmus für den Rechtsruck Brasiliens verantwortlich waren. Die Gier nach Geld, Gier nach Berühmtheit, und Gier nach Macht bildeten, die von Malafia ausgeteilt würde. Dieses Muster könne unending wiederholt werden. Wenn man dies im eigenen Lande wiedererkenne, dann nicht, weil die eigenen Politiker einzigartig seien, sondern weil Geschichte dich nicht wiederholt, aber sich reime.
Für Jordan Mintzer im Hollywood Reporter macht die Art und Weise wie Costa dauernd zwischen dem Epischen und dem Persönlichen, dem Makroskopischen und Mikroskopischen wechsele die Dokumentation mitreißend. Sie setzte wie für eine Big-Budget-Geschichtsproduktion Drohnen ein, um große Menschenmassen von oben zu filmen, um dann mit der Handkamera Bolsonaro und Lula da Silva zu folgen.